# Yamamoto Emi
Yamamoto Emi (山本 絵美, sinh ngày 9 tháng 3 năm 1982) là một cầu thủ bóng đá nữ người Nhật Bản.

## Đội tuyển bóng đá nữ quốc gia Nhật Bản
Yamamoto Emi thi đấu cho đội tuyển bóng đá nữ quốc gia Nhật Bản từ năm 2003 đến 2004.

## Thống kê sự nghiệp
| Nhật Bản  | Nhật Bản | Nhật Bản |
| Năm       | Trận     | Bàn      |
| --------- | -------- | -------- |
| 2003      | 14       | 1        |
| 2004      | 8        | 3        |
| Tổng cộng | 22       | 4        |